# Fórmula de Klein-Nishina

Distribució de Klein–Nishina de seccions eficaces de l'angle de dispersió de fotons en una rang típic d'energies.

La fórmula de Klein–Nishina proporciona la secció eficaç diferencial de fotons dispersos per un únic electró lliure, a l'ordre més baix en teoria de pertorbacions de l'electrodinàmica quàntica. A freqüències baixes (p. ex., llum visible) l'expressió es redueix a la fórmula de dispersió de Thomson; i a freqüències més altes (p. ex., radiografies i raigs gamma) a la fórmula de dispersió de Compton.
Per a un fotó incident d'energia {\displaystyle E_{\gamma }}, la secció eficaç diferencial és:
{\displaystyle {\frac {d\sigma }{d\Omega }}=\alpha ^{2}r_{c}^{2}P(E_{\gamma },\theta )^{2}[P(E_{\gamma },\theta )+P(E_{\gamma },\theta )^{-1}-1+\cos ^{2}(\theta )]/2}
On {\displaystyle d\Omega } és un element d'angle sòlid infinitesimal, {\displaystyle \alpha }~1/137.04 és la constant d'estructura fina, {\displaystyle \theta } és l'angle de dispersió; {\displaystyle r_{c}=\hbar /m_{e}c}~0.38616 pm és la longitud d'ona "reduïda" de Compton de l'electró; {\displaystyle m_{e}}~511 keV/{\displaystyle /c^{2}} és la massa de l'electró; i {\displaystyle P(E_{\gamma },\theta )} és la proporció d'energia de fotó després i abans de la col·lisió:
{\displaystyle P(E_{\gamma },\theta )={\frac {1}{1+(E_{\gamma }/m_{e}c^{2})(1-\cos \theta )}}}
Aquest resultat també pot ser expressat en termes del radi clàssic de l'electró {\displaystyle r_{e}=\alpha r_{c}}. Encara que aquesta quantitat clàssica no és particularment pertinent en electrodinàmica quàntica, és fàcil d'imaginar-se-la en la direcció cap endavant (per a {\displaystyle \theta }~0), on els fotons es dispersen pels electrons com si aquests tinguessin una dimensió lineal aproximada de {\displaystyle r_{e}=\alpha r_{c}}~2.8179 fm, i una mida de {\displaystyle r_{e}^{2}}~7.9406x10−30 m² o 79.406 mb.
La fórmula de Klein–Nishina fou derivada el 1928 per Oskar Klein i Yoshio Nishina, essent un dels primers resultats obtinguts de l'estudi de l'electrodinàmica quàntica. La consideració d'efectes relativistes i mecànico-quàntics varen permetre el desenvolupament d'una equació acurada per a la dispersió de la radiació d'un electró fix. Abans d'aquests càlculs, la secció d'eficaç de l'electró havia estat derivava clàssicament pel físic britànic descobridor de l'electró, J.J. Thomson. Tanmateix, els experiments de dispersió van mostrar desviacions significatives respecte dels resultats predits per la secció eficaç de Thomson. Les noves mesures coincidien perfectament amb les prediccions de la fórmula de Klein–Nishina. A baixes energies, {\displaystyle E_{\gamma }\ll m_{e}c^{2}}, {\displaystyle P(E_{\gamma },\theta )\rightarrow 1}, la fórmula Klein–Nishina es redueix a l'expressió clàssica de Thomson.
L'energia final del fotó dispersat, {\displaystyle E_{\gamma }'}, depèn només de l'angle de difusió i de l'energia del fotó original, i pot ser calculada sense fer ús de la fórmula de Klein–Nishina:
{\displaystyle E_{\gamma }'(E_{\gamma },\theta )=E_{\gamma }\cdot P(E_{\gamma },\theta )\,}